# Ambrosio Mernes
Ambrosio Mernes (Rosario del Tala, Entre Ríos, 5 de diciembre de 1820-Rosario del Tala, íbíd., 20 de junio de 1874) fue un militar argentino que participó durante la organización nacional en el Ejército Argentino.

## Familia
Hijo del inmigrante asturiano José Mernes y de Bernarda Castrillón, fue el segundo de cuatro hermanos, José Valentín, José Tomás, y María de la Cruz. Se casó con la Sra. Bernarda Bustamante y tuvo cuatro hijos. Su hermano José Valentín Mernes fue alcalde del Distrito Raíces al Sud del Departamento de Rosario de Tala, Entre Ríos, en 1863.

## Batalla de Caseros
El cuerpo de Entre Ríos del Ejército Grande estaba compuesto por distintas Divisiones entre las que se encontraban los Regimientos de Escolta del General Justo José de Urquiza. El Segundo Regimiento de Escolta estaba a cargo del Coronel Fausto Aguilar, quien tuvo un desempeño destacado en el "Combate en los Campos de Álvarez". Allí se desempeñó Mernes como Sargento Mayor, actual Mayor del Ejército. El grado de Sargento Mayor fue introducido por Juan Manuel Belgrano en 1813; en dicho período histórico se encontraba jerárquicamente entre Capitán y Teniente Coronel.

## Jefe Político del Departamento de Tala
El 4 de noviembre de 1863 fue designado Jefe Político del Departamento de Tala, provincia de Entre Ríos, y ejerció el cargo hasta 1869, ya con el grado de Teniente Coronel. Fue unos años antes, a partir de la desfederalización de Entre Ríos, el 21 de septiembre de 1860, que se sancionó una ley que creó las Jefaturas Políticas en cada departamento. Los Jefes Políticos eran representantes del poder ejecutivo central y mantenían la autoridad sobre todos los funcionarios del departamento, como los comisarios policiales y los alcaldes. Dicha Ley dispuso que:
Art. 1. Todos los Departamentos serán regidos por un Jefe Político como representante y Agente inmediato del Poder Ejecutivo. Art. 2. Quedan suprimidos los Jefes de Policía, sus funciones y atribuciones corresponderán a los Jefes Políticos en cada Departamento, a cuyas inmediatas órdenes estarán los comisarios y demás empleados de Policía. Art. 3. Alcaldes y Teniente Alcaldes de los distritos son auxiliares de los Jefes Políticos en cuanto respecta a la Policía Administrativa y Política sin que por esto se traben las funciones que les son peculiares como dependientes de la administración de justicia.

Un estudio histórico sobre esta figura señala que "los sostenes principales en la campaña fueron los Comandantes Departamentales como Miguel Jerónimo Galarza, Manuel Antonio Palavecino, Manuel Navarro, Ambrosio Mernes, Doroteo Salazar, Evaristo Martínez, Domingo Hereñu, Pedro González o Manuel Antonio Urdinarrain”. Asimimo, señala que partir de 1860:

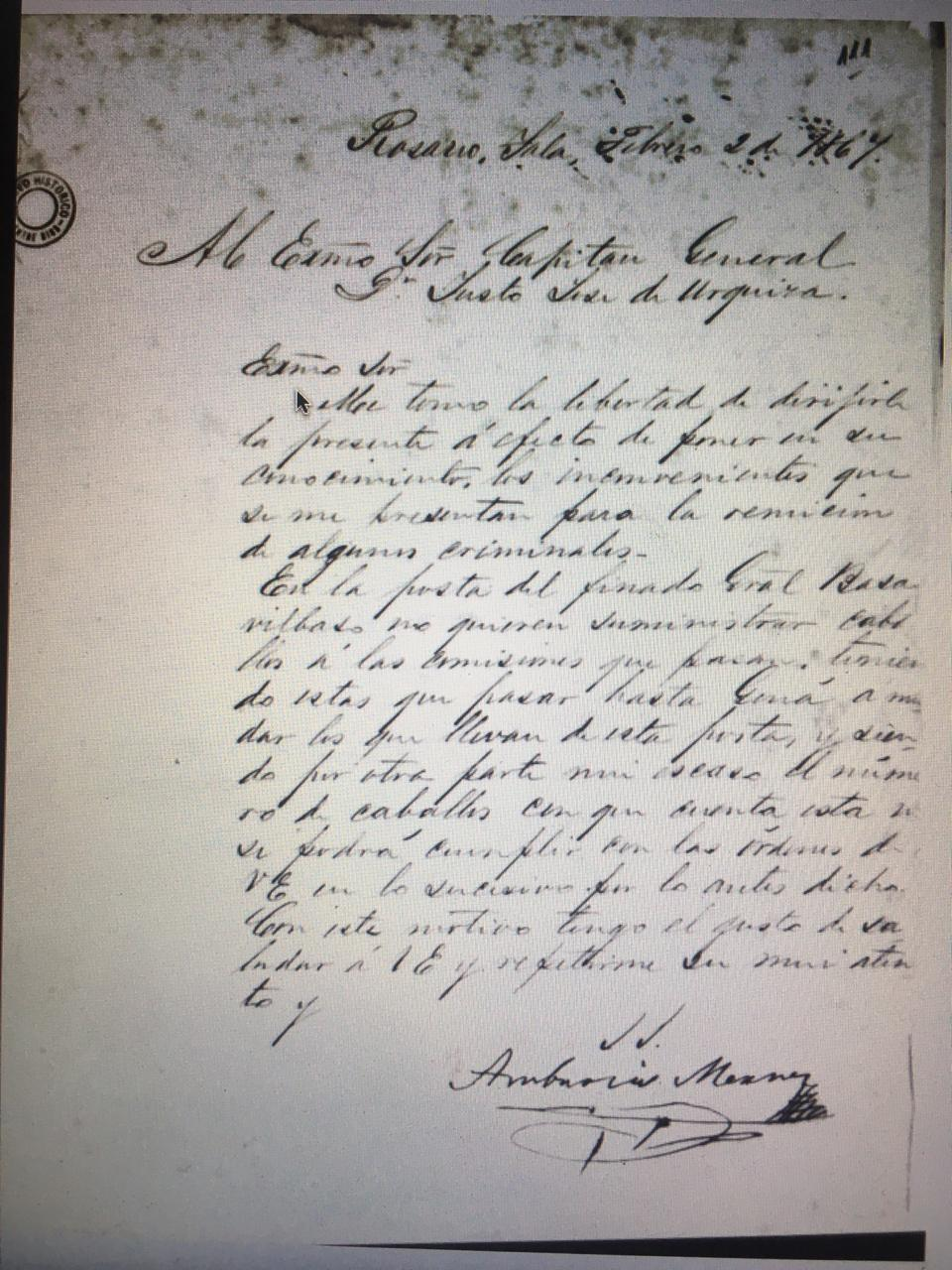
Carta de Mernes a Urquiza sobre la organización de las postas en Tala

"...un significativo reajuste con la emergencia de nuevas autoridades que desplazarían en parte a los Comandantes Militares del manejo del poder en los Departamentos. A partir de entonces, y en sintonía con el pacto de la nueva Constitución provincial, los Jefes Políticos cumplirían el rol fundamental de continuar articulando las relaciones entre el Poder Ejecutivo, los representantes, los funcionarios y la población. Las reformas estipularon que en cada Departamento de la provincia habría un Jefe Político como representante inmediato y elegido de manera directa por el Gobernador. A estas autoridades correspondía la conservación del orden y de la seguridad pública, además debían promover todas las políticas que facilitaran la comunicación, el desarrollo de la industria pastoril, la vigilancia de la instrucción pública, y toda otra comisión que les designara el Poder Ejecutivo. De manera que, con la emergencia de los Jefes Políticos, quedaron suprimidas las jefaturas de policía, absorbiendo aquellos la competencia sobre el manejo de la seguridad y control del territorio y de la población. Como consecuencia, los Comisarios y los restantes empleados quedaron bajo la subordinación de los Jefes Políticos. En tanto que Jueces de Paz, los Alcaldes y los Tenientes Alcaldes de los distritos de cada Departamento pasaron a desempeñarse como auxiliares de los Jefes Políticos, por lo cual estos también terminaban monopolizando las funciones administrativas, judiciales y políticas...".
En el Archivo General de la Provincia de Entre Ríos se conserva correspondencia de Mernes al General Urquiza, al Gobernador de la Provincia José María Domínguez, a Julio Victorica, funcionario del Ministerio de Relaciones Exteriores de la Confederación y secretario privado de Urquiza, entre muchos otros.